# Niskanselkä (del av en sjö, lat 64,88, long 29,00)
Niskanselkä är en del av sjön Kiantajärvi i Finland.   Den ligger i landskapet Kajanaland, i den centrala delen av landet, 600 km norr om huvudstaden Helsingfors. Niskanselkä ligger 207 meter över havet.